# Championnat d'Allemagne de football de quatrième division
Pour les articles homonymes, voir Regionalliga.
La Regionalliga (en français ligue régionale) est une compétition semi-professionnelle allemande de football, créée pour la première fois en 1963 (la compétition correspond à ce moment à la deuxième division et disparaît en 1974 au profit de la 2. Bundesliga; elle est rétablie en 1994 en tant que troisième division), qui constitue, depuis la saison 2008-2009, le quatrième échelon du football allemand, ainsi que le premier échelon régional. Elle se situe ainsi entre la 3. Liga et les Oberligen.

## Regionalliga: Division 2 (1963-1974)

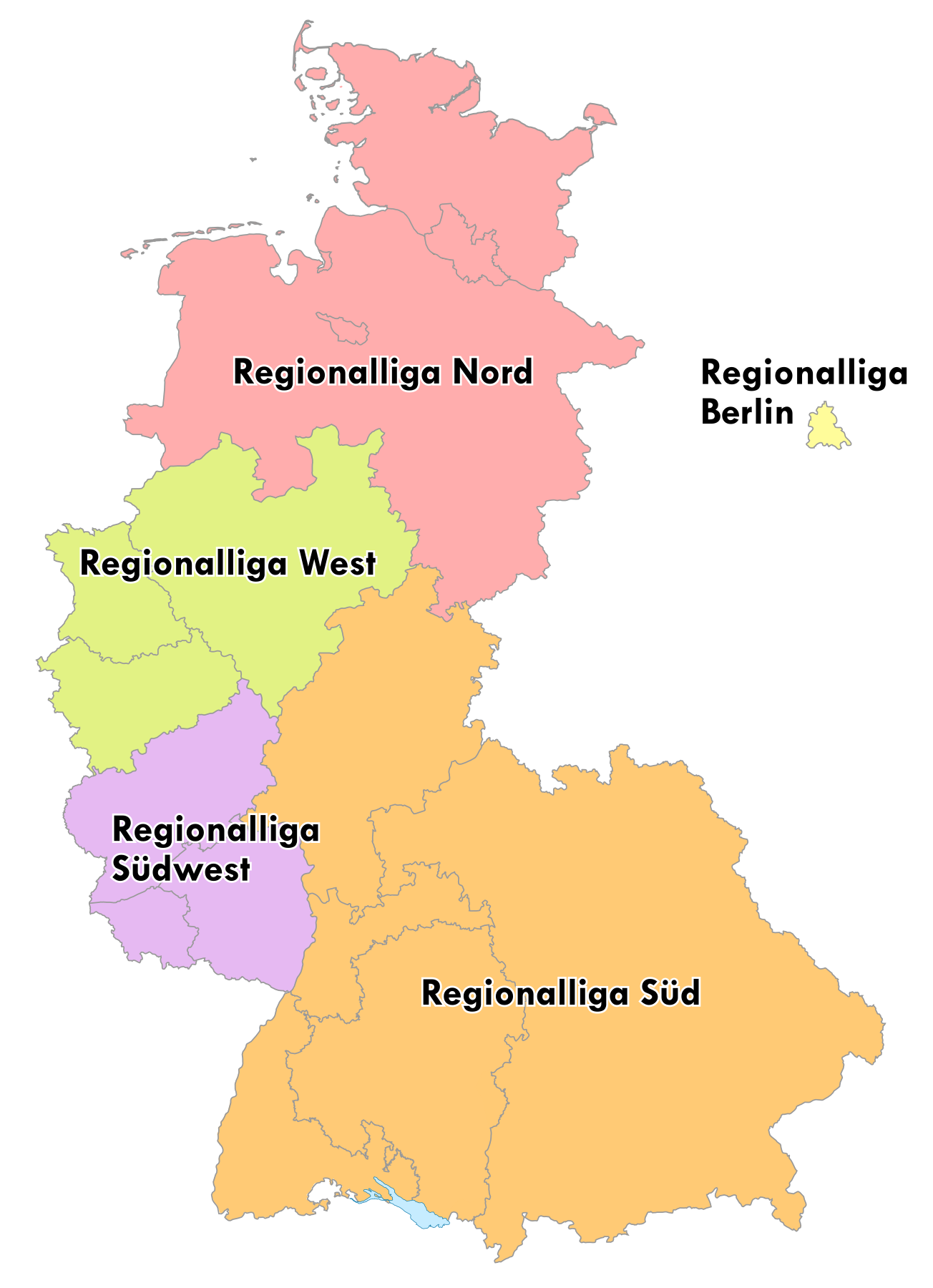
Les Regionalligen, de 1963 à 1974

Lors de la saison 1963-1964, se déroula la première édition du championnat de Bundesliga de football. Celle-ci remplaça les cinq Oberligen qui avaient été instaurées en 1947.
Le niveau directement inférieur à l'élite nationale fut appelé la Regionalliga. Elle se subdivisa en cinq séries géographiquement régionalisées : Nord, Ouest, Sud-Ouest, Sud et Berlin. Chaque série couvrait une zone géographique identique à l'Oberliga homonyme qui l'avait précédée.
Les cinq séries furent :
- la Regionalliga Nord ;
- la Regionalliga Berlin ;
- la Regionalliga West (ouest) ;
- la Regionalliga Südwest (sud-ouest) ;
- la Regionalliga Süd (sud).

La série dédiée à Berlin couvrait la zone de Berlin-Ouest. Cette série, au même titre que l'Oberliga Berlin, s'avéra nettement la plus faible. Son maintien et son existence dans la structure pyramidale répondait à une volonté « purement » politique de la Deutscher Fußball-Bund (DFB) à une époque où, rappelons-le, il existait deux nations distinctes : la RFA et la RDA. Tant en 1947 pour la mise en place des Oberligen qu'en 1963 à l'instauration des Regionalligen, la quasi-totalité des Allemands de l'Ouest considéraient l'existence d'une zone spécifique à Berlin-Ouest tout en haut (ou presque) de la hiérarchie comme une obligation, mais surtout comme un pied de nez à l'État communiste totalitaire est-allemand.

### Pas de montant direct
Dans son principe de fonctionnement, la Regionalliga en tant que 2e niveau hiérarchique ne désigna aucun montant direct vers la Bundesliga.
Les promus furent désignés après un tour de promotion annuel regroupant le ou les qualifiés des différentes séries.
Le fonctionnement du tour de promotion varia assez peu. Lors de la première édition en fin de saisons 1963-1964, huit équipes y prirent part. les séries Nord, Sud-Ouest et sud qualifièrent deux équipes chacune tandis que l'Ouest et Berlin déléguèrent chacune leur champion.
Lors des deux saisons suivantes, la région Ouest disposant aussi d'un deuxième qualifié, ce furent neuf formations qui participèrent au tour de promotion pour la montée. Un seul match préliminaire disputer par aller : retour entre deux vice-champions (désignés par tirage au sort) effectua la dernière sélection. À partir de l'exercice 1966-1967, la DFB simplifia les choses : les cinq séries qualifièrent leur champion et vice-champion respectif et le tour de promotion se joua en deux groupes de cinq équipes.
À la fin de la saison 1973-1974, la Regionalliga disparut à la suite de la création de la 2. Bundesliga. Celle-ci fut composée des champions et vice-champions non promus en Bundesliga restèrent au 2e niveau (soit 8 clubs) en compagnie de 30 autres formations et des deux relégués de Bundesliga.
Les places dans ce qui devenait le 2e niveau furent attribuées selon un clé de répartition débattue au sein de la Fédération allemande : 6 places pour le Nord, 1 pour Berlin, 11 pour l'Ouest, 7 pour le Sud-Ouest, et 13 pour le Sud.
Toutes les équipes non retenues pour la nouvelle antichambre de l'élite furent reléguées au 3e niveau. Celui-ci fut joué au sein des différentes fédérations régionales, le plus souvent avec plusieurs séries se concluant par un tour de promotion sauf pour les régions Nord et Berlin qui créèrent chacune une ligue unique, nommée Oberliga : Oberliga Nord et Oberliga Berlin.

### Palmarès
Le tableau ci-dessous présente le palmarès de la Regionalliga dans son format à cinq groupes régionaux, en tant que deuxième division. Sont marqués en gras les clubs promus à l'issue du tour de promotion, et en italique les clubs n'y prenant pas part.
| Saison    | Regionalliga | Vainqueur                | Deuxième                  | Promus                                                                                |
| --------- | ------------ | ------------------------ | ------------------------- | ------------------------------------------------------------------------------------- |
| 1963-1964 | Nord         | FC St. Pauli             | Hanovre 96                | Hanovre 96 VfB Borussia Neunkirchen                                                   |
| 1963-1964 | Berlin       | SC Tasmania 1900 Berlin  | Tennis Borussia Berlin    | Hanovre 96 VfB Borussia Neunkirchen                                                   |
| 1963-1964 | Ouest        | Alemannia Aachen         | Wuppertaler SV            | Hanovre 96 VfB Borussia Neunkirchen                                                   |
| 1963-1964 | Sud-Ouest    | VfB Borussia Neunkirchen | FK Pirmasens              | Hanovre 96 VfB Borussia Neunkirchen                                                   |
| 1963-1964 | Sud          | KSV Hessen Kassel        | Bayern Munich             | Hanovre 96 VfB Borussia Neunkirchen                                                   |
| 1964-1965 | Nord         | Holstein Kiel            | FC St. Pauli              | Borussia Mönchengladbach Bayern Munich SC Tasmania 1900 Berlin (promotion ultérieure) |
| 1964-1965 | Berlin       | Tennis Borussia Berlin   | Spandauer SV              | Borussia Mönchengladbach Bayern Munich SC Tasmania 1900 Berlin (promotion ultérieure) |
| 1964-1965 | Ouest        | Borussia Mönchengladbach | Alemannia Aachen          | Borussia Mönchengladbach Bayern Munich SC Tasmania 1900 Berlin (promotion ultérieure) |
| 1964-1965 | Sud-Ouest    | 1. FC Sarrebruck         | VfR Wormatia Worms        | Borussia Mönchengladbach Bayern Munich SC Tasmania 1900 Berlin (promotion ultérieure) |
| 1964-1965 | Sud          | Bayern Munich            | SSV Reutlingen 05         | Borussia Mönchengladbach Bayern Munich SC Tasmania 1900 Berlin (promotion ultérieure) |
| 1965-1966 | Nord         | FC St. Pauli             | 1. SC Göttingen 05        | Fortuna Düsseldorf Rot-Weiss Essen                                                    |
| 1965-1966 | Berlin       | Hertha BSC               | Tennis Borussia Berlin    | Fortuna Düsseldorf Rot-Weiss Essen                                                    |
| 1965-1966 | Ouest        | Fortuna Düsseldorf       | Rot-Weiss Essen           | Fortuna Düsseldorf Rot-Weiss Essen                                                    |
| 1965-1966 | Sud-Ouest    | FK Pirmasens             | 1. FC Sarrebruck          | Fortuna Düsseldorf Rot-Weiss Essen                                                    |
| 1965-1966 | Sud          | 1. FC Schweinfurt 05     | Kickers Offenbach         | Fortuna Düsseldorf Rot-Weiss Essen                                                    |
| 1966-1967 | Nord         | SV Arminia Hanovre       | 1. SC Göttingen 05        | Alemannia Aachen VfB Borussia Neunkirchen                                             |
| 1966-1967 | Berlin       | Hertha BSC               | Tennis Borussia Berlin    | Alemannia Aachen VfB Borussia Neunkirchen                                             |
| 1966-1967 | Ouest        | Alemannia Aachen         | Schwarz-Weiss Essen       | Alemannia Aachen VfB Borussia Neunkirchen                                             |
| 1966-1967 | Sud-Ouest    | VfB Borussia Neunkirchen | 1. FC Sarrebruck          | Alemannia Aachen VfB Borussia Neunkirchen                                             |
| 1966-1967 | Sud          | Kickers Offenbach        | FC Bayern Hof             | Alemannia Aachen VfB Borussia Neunkirchen                                             |
| 1967-1968 | Nord         | SV Arminia Hanovre       | 1. SC Göttingen 05        | Hertha BSC Kickers Offenbach                                                          |
| 1967-1968 | Berlin       | Hertha BSC               | Tennis Borussia Berlin    | Hertha BSC Kickers Offenbach                                                          |
| 1967-1968 | Ouest        | TSV Bayer 04 Leverkusen  | Rot-Weiss Essen           | Hertha BSC Kickers Offenbach                                                          |
| 1967-1968 | Sud-Ouest    | SV Alsenborn             | TuS Neuendorf             | Hertha BSC Kickers Offenbach                                                          |
| 1967-1968 | Sud          | FC Bayern Hof            | Kickers Offenbach         | Hertha BSC Kickers Offenbach                                                          |
| 1968-1969 | Nord         | VfL Osnabrück            | VfB Lübeck                | Rot-Weiß Oberhausen Rot-Weiss Essen                                                   |
| 1968-1969 | Berlin       | FC Hertha 03 Zehlendorf  | SC Tasmania 1900 Berlin   | Rot-Weiß Oberhausen Rot-Weiss Essen                                                   |
| 1968-1969 | Ouest        | Rot-Weiß Oberhausen      | Rot-Weiss Essen           | Rot-Weiß Oberhausen Rot-Weiss Essen                                                   |
| 1968-1969 | Sud-Ouest    | SV Alsenborn             | TuS Neuendorf             | Rot-Weiß Oberhausen Rot-Weiss Essen                                                   |
| 1968-1969 | Sud          | Karlsruher SC            | Freiburger FC             | Rot-Weiß Oberhausen Rot-Weiss Essen                                                   |
| 1969-1970 | Nord         | VfL Osnabrück            | VfL Wolfsburg             | Arminia Bielefeld Kickers Offenbach                                                   |
| 1969-1970 | Berlin       | FC Hertha 03 Zehlendorf  | Tennis Borussia Berlin    | Arminia Bielefeld Kickers Offenbach                                                   |
| 1969-1970 | Ouest        | VfL Bochum               | Arminia Bielefeld         | Arminia Bielefeld Kickers Offenbach                                                   |
| 1969-1970 | Sud-Ouest    | SV Alsenborn             | FK Pirmasens              | Arminia Bielefeld Kickers Offenbach                                                   |
| 1969-1970 | Sud          | Kickers Offenbach        | Karlsruher SC             | Arminia Bielefeld Kickers Offenbach                                                   |
| 1970-1971 | Nord         | VfL Osnabrück            | FC St. Pauli              | VfL Bochum Fortuna Düsseldorf                                                         |
| 1970-1971 | Berlin       | SC Tasmania 1900 Berlin  | SC Wacker 04 Berlin       | VfL Bochum Fortuna Düsseldorf                                                         |
| 1970-1971 | Ouest        | VfL Bochum               | Fortuna Düsseldorf        | VfL Bochum Fortuna Düsseldorf                                                         |
| 1970-1971 | Sud-Ouest    | VfB Borussia Neunkirchen | FK Pirmasens              | VfL Bochum Fortuna Düsseldorf                                                         |
| 1970-1971 | Sud          | 1. FC Nuremberg          | Karlsruher SC             | VfL Bochum Fortuna Düsseldorf                                                         |
| 1971-1972 | Nord         | FC St. Pauli             | VfL Osnabrück             | Wuppertaler SV Kickers Offenbach                                                      |
| 1971-1972 | Berlin       | SC Wacker 04 Berlin      | SC Tasmania 1900 Berlin   | Wuppertaler SV Kickers Offenbach                                                      |
| 1971-1972 | Ouest        | Wuppertaler SV           | Rot-Weiss Essen           | Wuppertaler SV Kickers Offenbach                                                      |
| 1971-1972 | Sud-Ouest    | VfB Borussia Neunkirchen | SV Röchling Völklingen 06 | Wuppertaler SV Kickers Offenbach                                                      |
| 1971-1972 | Sud          | Kickers Offenbach        | FC Bayern Hof             | Wuppertaler SV Kickers Offenbach                                                      |
| 1972-1973 | Nord         | FC St. Pauli             | VfL Osnabrück             | Rot-Weiss Essen SC Fortuna Cologne                                                    |
| 1972-1973 | Berlin       | SV Blau-Weiß Berlin      | SC Wacker 04 Berlin       | Rot-Weiss Essen SC Fortuna Cologne                                                    |
| 1972-1973 | Ouest        | Rot-Weiss Essen          | SC Fortuna Cologne        | Rot-Weiss Essen SC Fortuna Cologne                                                    |
| 1972-1973 | Sud-Ouest    | 1. FSV Mayence 05        | SV Röchling Völklingen 06 | Rot-Weiss Essen SC Fortuna Cologne                                                    |
| 1972-1973 | Sud          | SV Darmstadt 98          | Karlsruher SC             | Rot-Weiss Essen SC Fortuna Cologne                                                    |
| 1973-1974 | Nord         | Eintracht Brunswick      | FC St. Pauli              | Eintracht Brunswick Tennis Borussia Berlin                                            |
| 1973-1974 | Berlin       | Tennis Borussia Berlin   | SC Wacker 04 Berlin       | Eintracht Brunswick Tennis Borussia Berlin                                            |
| 1973-1974 | Ouest        | SG Wattenscheid 09       | Rot-Weiß Oberhausen       | Eintracht Brunswick Tennis Borussia Berlin                                            |
| 1973-1974 | Sud-Ouest    | VfB Borussia Neunkirchen | 1. FC Sarrebruck          | Eintracht Brunswick Tennis Borussia Berlin                                            |
| 1973-1974 | Sud          | FC Augsbourg             | 1. FC Nuremberg           | Eintracht Brunswick Tennis Borussia Berlin                                            |

### Statistiques
- Nombre total de "Promotions" possibles : 22 (11 saisons x 2 équipes).

- Promotion par région : Ouest (12), Sud (4), Nord, Sud-Ouest et Berlin (2).
- Deux promus de la même région la même année : Ouest (4 fois).
- Nombre de promus différents : 16 clubs. - Par région : Ouest (9), Sud (2), Nord (2), Berlin (2), Sud-Ouest (1)
- Vice-champions à la fin de la saison régulière qui furent promu : 6 clubs (dont 2 x le Rot-Weiss Essen).

- Clubs promus plusieurs fois : Kickers Offenbach (4), Rot-Weiss Essen (3), Fortuna Düsseldorf et VfB Borussia Neunkirchen (2).

- Un seul des 16 promus différents ne quitta jamais plus la Bundesliga : le Bayern Munich.

## Regionalliga: Division 3 (1994-2008)
Après la création de la 2. Bundesliga en 1974, le terme Regionalliga ne fut plus employé pendant près de deux décennies, les équipes de 2. Bundesliga descendaient dans une 3e division appelée Oberliga
En novembre 1990 un événement majeur, la chute du Mur de Berlin, eut des conséquences quasi immédiates sur la vie et l'organisation du football allemand. L'adaptation de la structure pyramidale des séries devint une obligation. À partir de 1994, la DFB reprit le terme Regionalliga et celui-ci fut alors appliqué aux séries du 3e étage de la pyramide.

### Restructuration de la pyramide
À la suite des « transferts » d'équipes évoqués ci-dessus, la DFB réorganisa la composition des séries. Cela s'étala sur une période de trois saisons.
La Bundesliga compta 20 clubs en 1991-1992, puis fut ramenée à 18 pour la campagne suivante. La 2. Bundesliga qui monta jusqu'à 24 équipes fut réduite à 20 participants en 1993-1994 et enfin 18 en 1994-1995.
En vue de la saison 1994-1995, la pyramide allemande vit le retour d'un niveau appelé Regionalliga. il prit place au 3e étage entre la 2. Bundesliga et les Oberligen qui reculèrent d'un rang dans la hiérarchie.

### Regionalliga en 4 groupes (1994-2000)

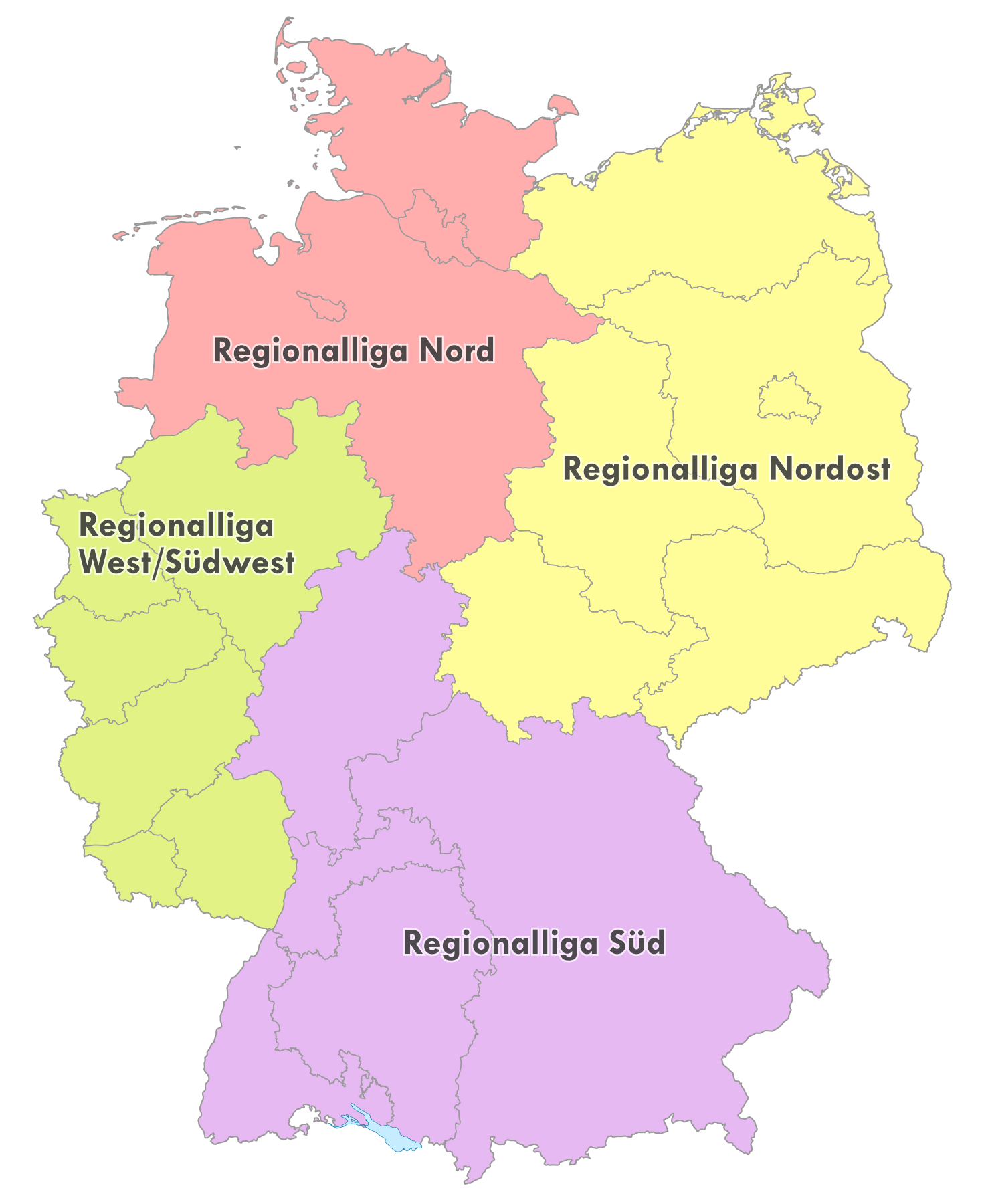
Les Regionalligen, de 1994 à 2000

La nouvelle Regionalliga s'articulait en 4 séries :
- la Regionalliga Nord

Celle-ci regroupa les équipes localisées dans les Länder de Basse-Saxe et du Schleswig-Holstein et les territoires des Villes libres de Brême et de Hambourg.
- la Regionalliga Nordost

Celle-ci regroupa les équipes localisées dans les Länder de Brandebourg, de Mecklembourg-Poméranie-Occidentale, de Saxe, de Saxe-Anhalt, de Thuringe et du territoire de la ville de Berlin.
- la Regionalliga West-Südwest

Celle-ci regroupa les équipes localisées dans les Länder de Rhénanie-du-Nord-Westphalie, de Rhénanie-Palatinat et de Sarre.
- la Regionalliga Süd

Celle-ci regroupa les équipes localisées dans les Länder de Bavière, du Bade-Wurtemberg et de Hesse.

#### Palmarès
Le tableau ci-dessous présente le palmarès de la Regionalliga dans son format à quatre groupes régionaux, en tant que troisième division. En gras sont inscrits les équipes qui obtiennent une promotion vers la 2. Bundesliga.
| Saison    | Regionalliga    | Vainqueur              | Deuxième              | Promus                                                                     |
| --------- | --------------- | ---------------------- | --------------------- | -------------------------------------------------------------------------- |
| 1994-1995 | Nord            | VfB Lübeck             | VfL Osnabrück         | VfB Lübeck FC Carl Zeiss Iéna Arminia Bielefeld SpVgg Unterhaching         |
| 1994-1995 | Nord-Est        | FC Carl Zeiss Iéna     | FC Sachsen Leipzig    | VfB Lübeck FC Carl Zeiss Iéna Arminia Bielefeld SpVgg Unterhaching         |
| 1994-1995 | Ouest-Sud-Ouest | Arminia Bielefeld      | SC Verl               | VfB Lübeck FC Carl Zeiss Iéna Arminia Bielefeld SpVgg Unterhaching         |
| 1994-1995 | Sud             | SpVgg Unterhaching     | Stuttgarter Kickers   | VfB Lübeck FC Carl Zeiss Iéna Arminia Bielefeld SpVgg Unterhaching         |
| 1995-1996 | Nord            | VfB Oldenbourg         | Eintracht Brunswick   | VfB Oldenbourg FC Gütersloh Rot-Weiss Essen Stuttgarter Kickers            |
| 1995-1996 | Nord-Est        | Tennis Borussia Berlin | 1. FC Union Berlin    | VfB Oldenbourg FC Gütersloh Rot-Weiss Essen Stuttgarter Kickers            |
| 1995-1996 | Ouest-Sud-Ouest | FC Gütersloh           | Rot-Weiss Essen       | VfB Oldenbourg FC Gütersloh Rot-Weiss Essen Stuttgarter Kickers            |
| 1995-1996 | Sud             | Stuttgarter Kickers    | VfR Mannheim          | VfB Oldenbourg FC Gütersloh Rot-Weiss Essen Stuttgarter Kickers            |
| 1996-1997 | Nord            | Hanovre 96             | Eintracht Brunswick   | FC Energie Cottbus SG Wattenscheid 09 1. FC Nuremberg SpVgg Greuther Fürth |
| 1996-1997 | Nord-Est        | FC Energie Cottbus     | FC Erzgebirge Aue     | FC Energie Cottbus SG Wattenscheid 09 1. FC Nuremberg SpVgg Greuther Fürth |
| 1996-1997 | Ouest-Sud-Ouest | SG Wattenscheid 09     | Rot-Weiß Oberhausen   | FC Energie Cottbus SG Wattenscheid 09 1. FC Nuremberg SpVgg Greuther Fürth |
| 1996-1997 | Sud             | 1. FC Nuremberg        | SpVgg Greuther Fürth  | FC Energie Cottbus SG Wattenscheid 09 1. FC Nuremberg SpVgg Greuther Fürth |
| 1997-1998 | Nord            | Hanovre 96             | Eintracht Brunswick   | Hanovre 96 Tennis Borussia Berlin Rot-Weiß Oberhausen SSV Ulm 1846         |
| 1997-1998 | Nord-Est        | Tennis Borussia Berlin | 1. FC Dynamo Dresde   | Hanovre 96 Tennis Borussia Berlin Rot-Weiß Oberhausen SSV Ulm 1846         |
| 1997-1998 | Ouest-Sud-Ouest | Rot-Weiß Oberhausen    | Sportfreunde Siegen   | Hanovre 96 Tennis Borussia Berlin Rot-Weiß Oberhausen SSV Ulm 1846         |
| 1997-1998 | Sud             | SSV Ulm 1846           | Kickers Offenbach     | Hanovre 96 Tennis Borussia Berlin Rot-Weiß Oberhausen SSV Ulm 1846         |
| 1998-1999 | Nord            | VfL Osnabrück          | VfB Lübeck            | Chemnitzer FC Alemannia Aachen SV Waldhof Mannheim Kickers Offenbach       |
| 1998-1999 | Nord-Est        | Chemnitzer FC          | VfB Leipzig           | Chemnitzer FC Alemannia Aachen SV Waldhof Mannheim Kickers Offenbach       |
| 1998-1999 | Ouest-Sud-Ouest | Alemannia Aachen       | SV Eintracht Trier 05 | Chemnitzer FC Alemannia Aachen SV Waldhof Mannheim Kickers Offenbach       |
| 1998-1999 | Sud             | SV Waldhof Mannheim    | Kickers Offenbach     | Chemnitzer FC Alemannia Aachen SV Waldhof Mannheim Kickers Offenbach       |
| 1999-2000 | Nord            | VfL Osnabrück          | VfB Lübeck            | VfL Osnabrück 1. FC Sarrebruck LR Ahlen SSV Reutlingen 05                  |
| 1999-2000 | Nord-Est        | 1. FC Union Berlin     | Dresdner SC           | VfL Osnabrück 1. FC Sarrebruck LR Ahlen SSV Reutlingen 05                  |
| 1999-2000 | Ouest-Sud-Ouest | 1. FC Sarrebruck       | LR Ahlen              | VfL Osnabrück 1. FC Sarrebruck LR Ahlen SSV Reutlingen 05                  |
| 1999-2000 | Sud             | SSV Reutlingen 05      | SC Pfullendorf        | VfL Osnabrück 1. FC Sarrebruck LR Ahlen SSV Reutlingen 05                  |

### Passage à 2 groupes (2000-2008)

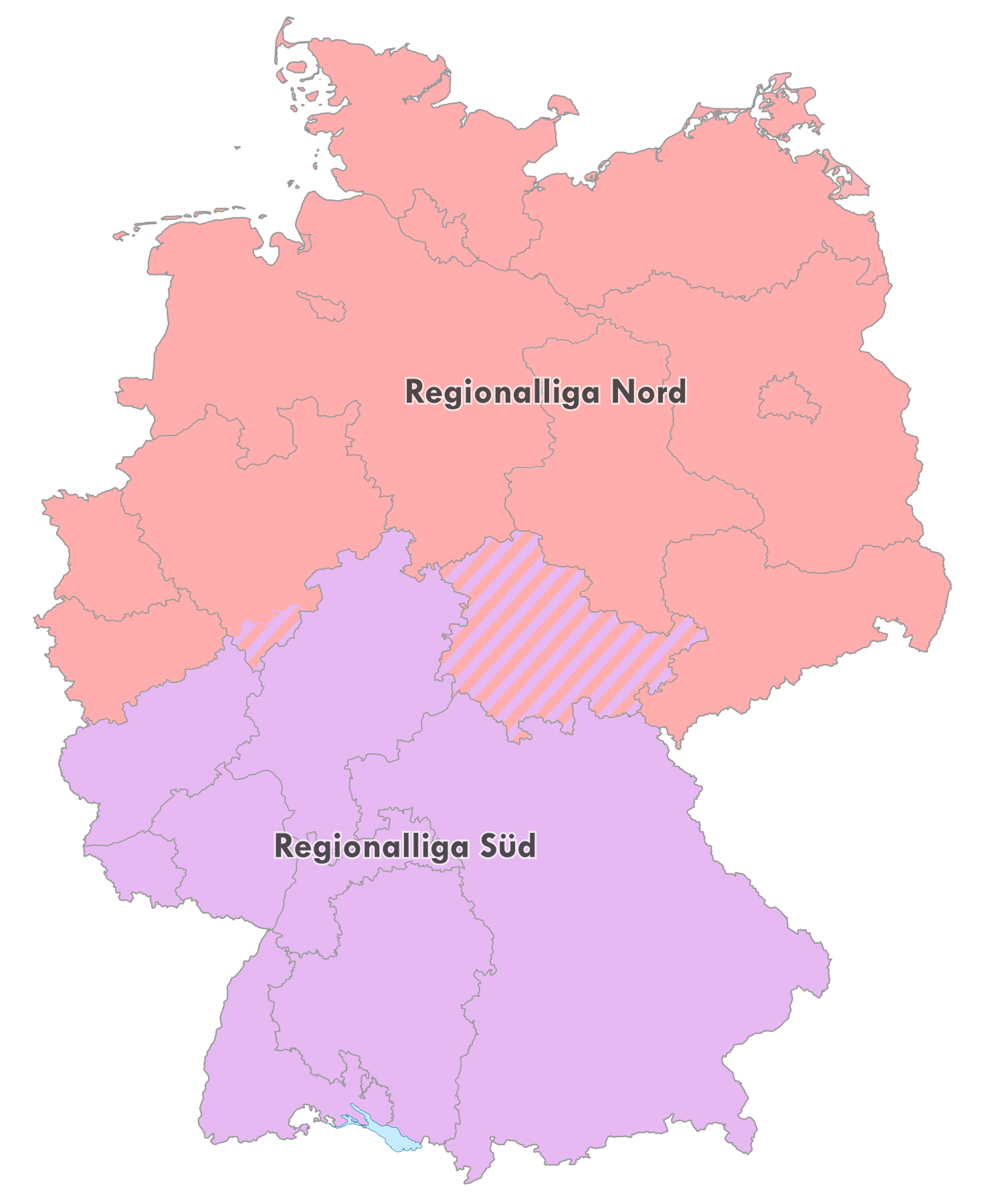
Les Regionalligen, de 2000 à 2008

En vue de la saison 2000-2001, la Regionalliga fut ramenée à deux groupes afin d'atteindre un niveau plus élevé :
- la Regionalliga Nord

Celle-ci regroupa les équipes localisées dans les Länder de Basse-Saxe, du Brandebourg, de Saxe, de Saxe-Anhalt, de Mecklembourg-Poméranie antérieure, de Rhénanie-du-Nord-Westphalie, du Schleswig-Holstein, de Thuringe (après 2004), le territoire de la ville de Berlin et ceux des Villes libres de Brême et de Hambourg
- la Regionalliga Süd

Celle-ci regroupa les équipes localisées dans les Länder de Bavière, du Bade-Wurtemberg, de Hesse, de Rhénanie-Palatinat, de Sarre et de Thuringe (avant 2004).
Pour parvenir à ces deux groupes, la moitié des clubs ont dû être relégués dans les Oberligen. Le président de la DFB de l'époque, Egidius Braun, a notamment lancé cette réforme parce qu'à cette époque, certaines équipes en Regionalliga étaient en difficulté financière. Par exemple, le KSV Hessen Kassel, issu du FC Hessen Kassel dissous, a dû déposer le bilan et a été à son tour dissous début 1998. En raison de dettes, de salaires impayés des joueurs ou d'un manque d'argent de sponsoring, le Rot-Weiss Essen, le 1. SC Göttingen 05 et le FC Sachsen Leipzig étaient également sur le point de se retirer de la Regionalliga lors de la saison 1997-1998. Par conséquent, il a également été décidé de réaliser un audit dans le cadre du processus d'octroi de licence afin de garantir que toutes les équipes aient les garanties financières pour concourir.
Chaque saison se joueront avec 18 ou 19 équipes par groupe, équipes classées 1re et 2e étant promues en 2. Bundesliga, et les équipes à partir de la 15e place étant reléguées en Oberliga. Théoriquement, même les équipes classées 4e et 5e au cours d'une saison pourraient être promues, car les équipes réserves des clubs professionnels étaient exclues de la promotion. Lors de la saison 2000-2001, cela s'est appliqué au vice-champion de Regionalliga Sud, le VfB Stuttgart Amateure, et en 2004, au champion de Regionalliga Sud, le Bayern Munich Amateure. Les clubs qualifiés sportivement mais n'ayant pas obtenu de licence pour la 2. Bundesliga n'étaient pas non plus éligibles à la promotion.

#### Palmarès
Le tableau ci-dessous présente le palmarès de la Regionalliga dans son format à deux groupes régionaux, en tant que troisième division. En gras sont inscrits les champions et vice-champions de groupes qui obtiennent tous une promotion vers la 2. Bundesliga (sauf les réserves d'équipes professionnelles).
| Saison    | Regionalliga | Vainqueur              | Deuxième               | Promus                                                                    |
| --------- | ------------ | ---------------------- | ---------------------- | ------------------------------------------------------------------------- |
| 2000-2001 | Nord         | 1. FC Union Berlin     | SV Babelsberg          | 1. FC Union Berlin SV Babelsberg Karlsruher SC 1. FC Schweinfurt 05       |
| 2000-2001 | Sud          | Karlsruher SC          | VfB Stuttgart Amateure | 1. FC Union Berlin SV Babelsberg Karlsruher SC 1. FC Schweinfurt 05       |
| 2001-2002 | Nord         | VfB Lübeck             | Eintracht Brunswick    | VfB Lübeck Eintracht Brunswick SV Wacker Burghausen SV Eintracht Trier 05 |
| 2001-2002 | Sud          | SV Wacker Burghausen   | SV Eintracht Trier 05  | VfB Lübeck Eintracht Brunswick SV Wacker Burghausen SV Eintracht Trier 05 |
| 2002-2003 | Nord         | FC Erzgebirge Aue      | VfL Osnabrück          | FC Erzgebirge Aue VfL Osnabrück SpVgg Unterhaching SSV Jahn Ratisbonne    |
| 2002-2003 | Sud          | SpVgg Unterhaching     | SSV Jahn Ratisbonne    | FC Erzgebirge Aue VfL Osnabrück SpVgg Unterhaching SSV Jahn Ratisbonne    |
| 2003-2004 | Nord         | Rot-Weiss Essen        | 1. FC Dynamo Dresde    | Rot-Weiss Essen 1. FC Dynamo Dresde Rot-Weiß Erfurt 1. FC Sarrebruck      |
| 2003-2004 | Sud          | Bayern Munich Amateure | Rot-Weiß Erfurt        | Rot-Weiss Essen 1. FC Dynamo Dresde Rot-Weiß Erfurt 1. FC Sarrebruck      |
| 2004-2005 | Nord         | Eintracht Brunswick    | SC Paderborn 07        | Eintracht Brunswick SC Paderborn 07 Kickers Offenbach Sportfreunde Siegen |
| 2004-2005 | Sud          | Kickers Offenbach      | Sportfreunde Siegen    | Eintracht Brunswick SC Paderborn 07 Kickers Offenbach Sportfreunde Siegen |
| 2005-2006 | Nord         | Rot-Weiss Essen        | FC Carl Zeiss Iéna     | Rot-Weiss Essen FC Carl Zeiss Iéna FC Augsbourg TuS Coblence              |
| 2005-2006 | Sud          | FC Augsbourg           | TuS Coblence           | Rot-Weiss Essen FC Carl Zeiss Iéna FC Augsbourg TuS Coblence              |
| 2006-2007 | Nord         | FC St. Pauli           | VfL Osnabrück          | FC St. Pauli VfL Osnabrück SV Wehen TSG 1899 Hoffenheim                   |
| 2006-2007 | Sud          | SV Wehen               | TSG 1899 Hoffenheim    | FC St. Pauli VfL Osnabrück SV Wehen TSG 1899 Hoffenheim                   |
| 2007-2008 | Nord         | Rot-Weiß Ahlen         | Rot-Weiß Oberhausen    | Rot-Weiß Ahlen Rot-Weiß Oberhausen FSV Francfort FC Ingolstadt 04         |
| 2007-2008 | Sud          | FSV Francfort          | FC Ingolstadt 04       | Rot-Weiß Ahlen Rot-Weiß Oberhausen FSV Francfort FC Ingolstadt 04         |

1. ↑  Non promu en 2. Bundesliga car étant une réserve (le 1. FC Schweinfurt 05, 3e, sera promu à sa place).
2. ↑  Non promu en 2. Bundesliga car étant une réserve (le 1. FC Sarrebruck, 3e, sera promu à sa place).

## Regionalliga: Division 4 (depuis 2008)

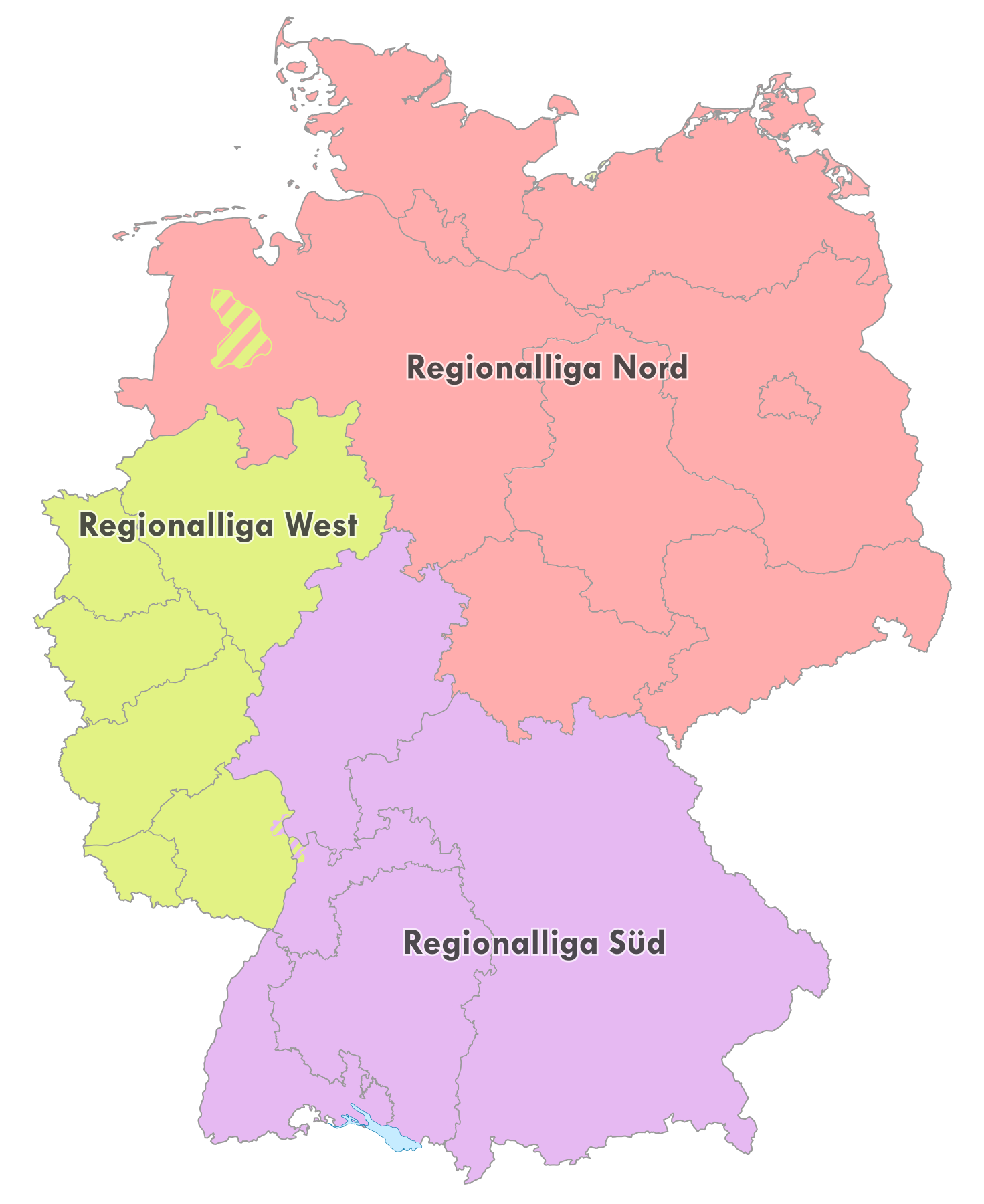
Les Regionalligen de 2008 à 2012

Répartition des clubs après la saison 2007-2008

En 2008, la DFB créa la 3. Liga. La Regionalliga devint alors le 4e niveau et les Oberligen devinrent le 5e.

### 2008-2012 - 3 groupes régionaux
De 2008 à 2012 le championnat se compose de trois séries :
- la Regionalliga Nord

Celle-ci regroupa les équipes localisées dans les Länder de Basse-Saxe, de Brandebourg, de Mecklembourg-Poméranie-Occidentale, de Saxe, de Saxe-Anhalt, du Schleswig-Holstein et de Thuringe, le territoire de la Ville de Berlin ainsi que les territoires des Villes libres de Brême et de Hambourg, soit l'équivalent des zones couvertes par les Regionalligen Nord et Nordost de 1994 à 2000.
- la Regionalliga Ouest

Celle-ci regroupa les équipes localisées dans les Länder de Rhénanie-du-Nord-Westphalie, de Rhénanie-Palatinat et de Sarre, comme la Regionalliga West-Südwest le faisait de 1994 à 2000.
- la Regionalliga Sud

Celle-ci couvre le même territoire que la Regionalliga Süd de 1994 à 2000, soit les Länder de Bavière, du Bade-Wurtemberg et de Hesse.

#### Palmarès
Le tableau ci-dessous présente le palmarès de la Regionalliga dans son format à trois groupes régionaux, en tant que quatrième division. En gras sont inscrits les champions de groupes qui obtiennent tous une promotion vers la 3. Liga.
| Saison    | Regionalliga | Vainqueur            | Deuxième                | Promus                                                 |
| --------- | ------------ | -------------------- | ----------------------- | ------------------------------------------------------ |
| 2008-2009 | Nord         | SV Holstein Kiel     | Hallescher FC           | SV Holstein Kiel Borussia Dortmund II 1. FC Heidenheim |
| 2008-2009 | Ouest        | Borussia Dortmund II | 1. FC Kaiserslautern II | SV Holstein Kiel Borussia Dortmund II 1. FC Heidenheim |
| 2008-2009 | Sud          | 1. FC Heidenheim     | KSV Hessen Kassel       | SV Holstein Kiel Borussia Dortmund II 1. FC Heidenheim |
| 2009-2010 | Nord         | SV Babelsberg 03     | VfL Wolfsburg II        | SV Babelsberg 03 1. FC Sarrebruck VfR Aalen            |
| 2009-2010 | Ouest        | 1. FC Sarrebruck     | Sportfreunde Lotte      | SV Babelsberg 03 1. FC Sarrebruck VfR Aalen            |
| 2009-2010 | Sud          | VfR Aalen            | 1. FC Nuremberg II      | SV Babelsberg 03 1. FC Sarrebruck VfR Aalen            |
| 2010-2011 | Nord         | Chemnitzer FC        | VfL Wolfsburg II        | Chemnitzer FC SC Preußen Münster SV Darmstadt 98       |
| 2010-2011 | Ouest        | SC Preußen Münster   | Eintracht Trier         | Chemnitzer FC SC Preußen Münster SV Darmstadt 98       |
| 2010-2011 | Sud          | SV Darmstadt 98      | Stuttgarter Kickers     | Chemnitzer FC SC Preußen Münster SV Darmstadt 98       |
| 2011-2012 | Nord         | Hallescher FC        | SV Holstein Kiel        | Hallescher FC Borussia Dortmund II Stuttgarter Kickers |
| 2011-2012 | Ouest        | Borussia Dortmund II | Sportfreunde Lotte      | Hallescher FC Borussia Dortmund II Stuttgarter Kickers |
| 2011-2012 | Sud          | Stuttgarter Kickers  | SG Sonnenhof Großaspach | Hallescher FC Borussia Dortmund II Stuttgarter Kickers |

### Depuis 2012 - 5 groupes régionaux

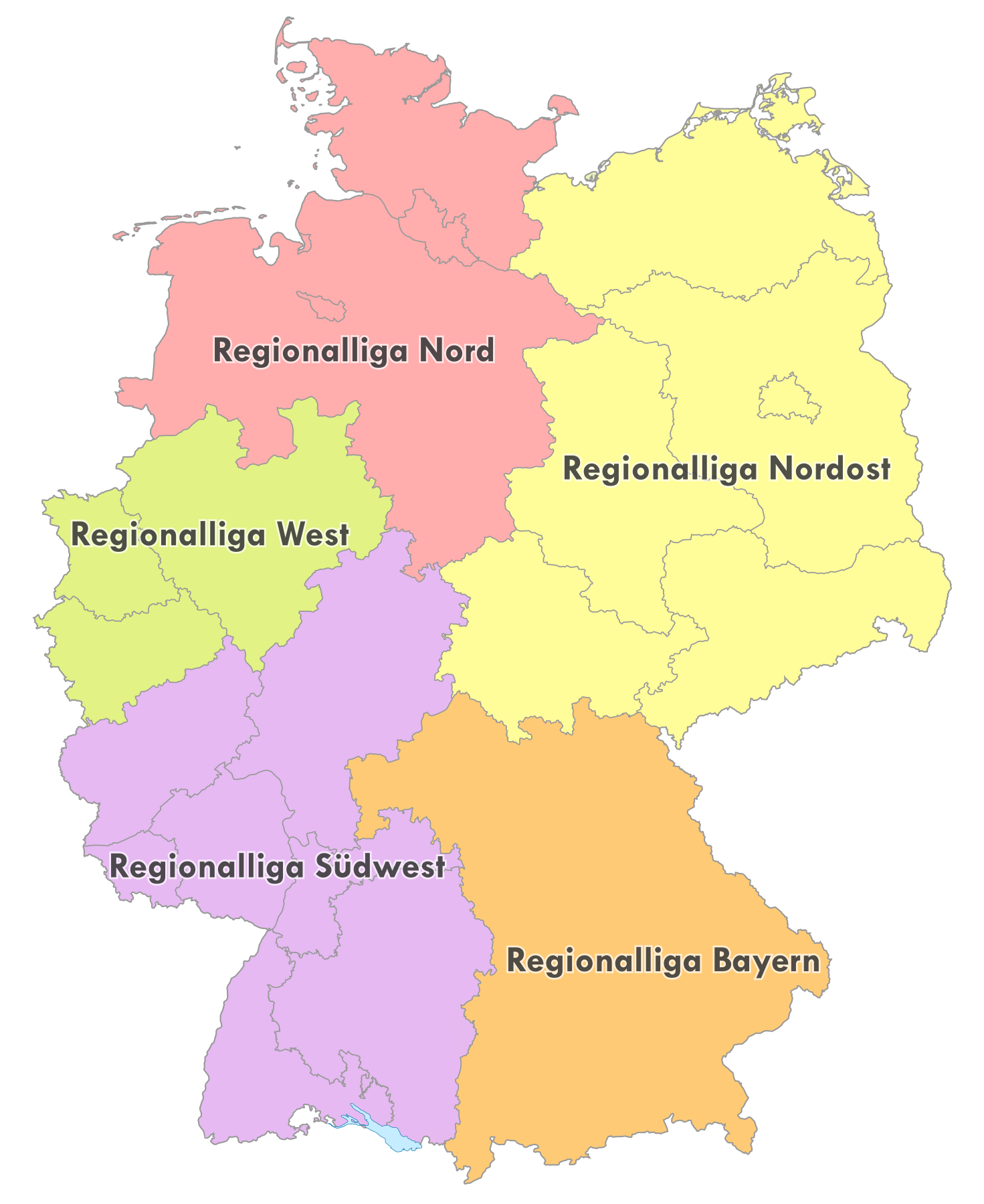
Les Regionalligen, depuis 2012

Depuis 2012, la compétition se compose de cinq groupes géographiques, correspondant aux six fédérations régionales : 
- la Regionalliga Nord, organisée par la Norddeutscher Fußball-Verband (abrégé en NFV, en français fédération de football d'Allemagne du Nord)

Celle-ci couvre les Länder de 
- la Regionalliga Ouest, organisée par la Westdeutscher Fußball- und Leichtathletikverband (abrégé en WFLV, en français fédération de football et d'athlétisme d'Allemagne occidentale), qui devient la Westdeutscher Fußballverband (abrégé en WDFV, en français fédération ouest-allemande de football) en 2016
- la Regionalliga Nord-Est, organisée par la Nordostdeutscher Fußballverband (abgrégé en NOFV, en français fédération de football d'Allemagne du Nord-Est)
- la Regionalliga Sud-Ouest, organisée conjointement par la Süddeutscher Fußball-Verband (abrégé en SFV, en français fédération de football d'Allemagne du Sud) et la Fußball-Regional-Verband Südwest (abrégé en FRVS, en français fédération régionale de football d'Allemagne du Sud-Ouest)
- la Regionalliga Bavière, organisée par la Bayerischer Fußball-Verband (abrégé en BFV, en français fédération bavaroise de football). La Regionalliga Bavière est par ailleurs la seule ligue organisée par la fédération d'un Land et non par une fédération supra-régionale, le BFV faisant sinon partie du SFV, la fédération d'Allemagne du Sud

De plus, le nombre d'équipes réserves par groupe de Regionalliga a été limité à sept.
En décembre 2017, il a été décidé de changer les règles de promotion et il a été proposé, sans succès, de réduire le nombre de groupes à quatre. Une solution temporaire a été mise en place lors des saisons 2018-2019 et 2019-2020. Quatre équipes sont promues, dont trois directement parmi les cinq équipes championnes des groupes de Regionalliga. La Regionalliga Sud-Ouest ayant abandonné sa deuxième place en barrages de promotion, voit son champion être promu automatiquement lors des deux saisons suivantes. Additionnellement, deux équipes sont promues directement parmi les champions des quatre autres groupes. Lors de la saison 2018-2019, le champion de la Regionalliga Nord-Est est également promu directement. La troisième place de promotion directe est attribuée via un tirage au sort. Les deux champions restants s'affrontent lors d'une rencontre aller-retour afin de déterminer la quatrième équipe promue. Les deux Regionalligen dont les champions ont disputé ces barrages obtiennent automatiquement les places de promotion directe lors de la saison saison 2019-2020. Il en résulte que la 3. Liga passe de trois à quatre équipes reléguées par saison.
En 2019, il est à nouveau proposé de réduire le nombre de groupes à quatre, encore sans succès. Le système de promotion est à nouveau réformé, la Regionalliga Sud-Ouest garde sa place de promotion automatique, et la Regionalliga Ouest obtient également une place de promotion directe. La troisième place de promotion directe est attribuée via une rotation entre les Regionalligen Nord, Nord-Est et Bavière. Les représentants des deux autres Regionalligen s'affrontent en match aller-retour afin de déterminer le quatrième promu.

#### Palmarès
Le tableau ci-dessous présente le palmarès de la Regionalliga depuis son passage à cinq groupes régionaux. En gras sont inscrits les équipes qualifiées pour le tour final, à savoir les champions de chacun des groupes régionaux ainsi que le deuxième du groupe régional comptant le plus grand nombre de clubs et de licenciés auprès de la DFB (en l'occurence c'est la Regionalliga Sud-Ouest qui a obtenu cette deuxième place en barrages de 2012-2013 à 2017-2018). À partir de 2018 ne sont inscrits en gras que les champions de chaque groupe, dont deux s'affrontent pour déterminer lequel sera promu en 3. Liga (si parmi les deuxièmes il y a des candidats à la promotion ils seront également inscrits en gras).
| Saison    | Regionalliga | Vainqueur | Deuxième | Promus                                                                      |
| --------- | ------------ | --- | --- | --------------------------------------------------------------------------- |
| 2012-2013 | Nord         | SV Holstein Kiel | TSV Havelse | SV Holstein Kiel RB Leipzig SV Elversberg                                   |
| 2012-2013 | Nord-Est     | RB Leipzig | FC Carl Zeiss Iéna | SV Holstein Kiel RB Leipzig SV Elversberg                                   |
| 2012-2013 | Ouest        | Sportfreunde Lotte | SC Fortuna Cologne | SV Holstein Kiel RB Leipzig SV Elversberg                                   |
| 2012-2013 | Sud-Ouest    | KSV Hessen Kassel | SV Elversberg | SV Holstein Kiel RB Leipzig SV Elversberg                                   |
| 2012-2013 | Bavière      | TSV 1860 Munich II | Bayern Munich II | SV Holstein Kiel RB Leipzig SV Elversberg                                   |
| 2013-2014 | Nord         | VfL Wolfsburg II | Werder Brême II | SC Fortuna Cologne SG Sonnenhof Großaspach 1. FSV Mayence 05 II             |
| 2013-2014 | Nord-Est     | TSG Neustrelitz | 1. FC Magdebourg | SC Fortuna Cologne SG Sonnenhof Großaspach 1. FSV Mayence 05 II             |
| 2013-2014 | Ouest        | SC Fortuna Cologne | Sportfreunde Lotte | SC Fortuna Cologne SG Sonnenhof Großaspach 1. FSV Mayence 05 II             |
| 2013-2014 | Sud-Ouest    | SG Sonnenhof Großaspach | 1. FSV Mayence 05 II | SC Fortuna Cologne SG Sonnenhof Großaspach 1. FSV Mayence 05 II             |
| 2013-2014 | Bavière      | Bayern Munich II | FV Illertissen | SC Fortuna Cologne SG Sonnenhof Großaspach 1. FSV Mayence 05 II             |
| 2014-2015 | Nord         | Werder Brême II | VfL Wolfsburg II | Werder Brême II 1. FC Magdebourg FC Würzburger Kickers                      |
| 2014-2015 | Nord-Est     | 1. FC Magdebourg | FSV Zwickau | Werder Brême II 1. FC Magdebourg FC Würzburger Kickers                      |
| 2014-2015 | Ouest        | Borussia Mönchengladbach II | Alemannia Aachen | Werder Brême II 1. FC Magdebourg FC Würzburger Kickers                      |
| 2014-2015 | Sud-Ouest    | Kickers Offenbach | 1. FC Sarrebruck | Werder Brême II 1. FC Magdebourg FC Würzburger Kickers                      |
| 2014-2015 | Bavière      | FC Würzburger Kickers | Bayern Munich II | Werder Brême II 1. FC Magdebourg FC Würzburger Kickers                      |
| 2015-2016 | Nord         | VfL Wolfsburg II | VfB Oldenbourg | FSV Zwickau Sportfreunde Lotte SSV Jahn Ratisbonne                          |
| 2015-2016 | Nord-Est     | FSV Zwickau | Berliner AK 07 | FSV Zwickau Sportfreunde Lotte SSV Jahn Ratisbonne                          |
| 2015-2016 | Ouest        | Sportfreunde Lotte | Borussia Mönchengladbach II | FSV Zwickau Sportfreunde Lotte SSV Jahn Ratisbonne                          |
| 2015-2016 | Sud-Ouest    | SV Waldhof Mannheim | SV Elversberg | FSV Zwickau Sportfreunde Lotte SSV Jahn Ratisbonne                          |
| 2015-2016 | Bavière      | SSV Jahn Ratisbonne | SV Wacker Burghausen | FSV Zwickau Sportfreunde Lotte SSV Jahn Ratisbonne                          |
| 2016-2017 | Nord         | SV Meppen | ETSV Weiche | SV Meppen FC Carl Zeiss Iéna SpVgg Unterhaching                             |
| 2016-2017 | Nord-Est     | FC Carl Zeiss Iéna | FC Energie Cottbus | SV Meppen FC Carl Zeiss Iéna SpVgg Unterhaching                             |
| 2016-2017 | Ouest        | FC Viktoria Cologne 1904 | Borussia Dortmund II | SV Meppen FC Carl Zeiss Iéna SpVgg Unterhaching                             |
| 2016-2017 | Sud-Ouest    | SV Elversberg | SV Waldhof Mannheim | SV Meppen FC Carl Zeiss Iéna SpVgg Unterhaching                             |
| 2016-2017 | Bavière      | SpVgg Unterhaching | Bayern Munich II | SV Meppen FC Carl Zeiss Iéna SpVgg Unterhaching                             |
| 2017-2018 | Nord         | SC Weiche Flensbourg 08 | Hambourg SV II | FC Energie Cottbus KFC Uerdingen 05 TSV 1860 Munich                         |
| 2017-2018 | Nord-Est     | FC Energie Cottbus | FSV Wacker 90 Nordhausen | FC Energie Cottbus KFC Uerdingen 05 TSV 1860 Munich                         |
| 2017-2018 | Ouest        | KFC Uerdingen 05 | FC Viktoria Cologne 1904 | FC Energie Cottbus KFC Uerdingen 05 TSV 1860 Munich                         |
| 2017-2018 | Sud-Ouest    | 1. FC Sarrebruck | SV Waldhof Mannheim | FC Energie Cottbus KFC Uerdingen 05 TSV 1860 Munich                         |
| 2017-2018 | Bavière      | TSV 1860 Munich | Bayern Munich II | FC Energie Cottbus KFC Uerdingen 05 TSV 1860 Munich                         |
| 2018-2019 | Nord         | VfL Wolfsburg II | VfB Lübeck | Chemnitzer FC FC Viktoria Cologne 1904 SV Waldhof Mannheim Bayern Munich II |
| 2018-2019 | Nord-Est     | Chemnitzer FC | Berliner AK 07 | Chemnitzer FC FC Viktoria Cologne 1904 SV Waldhof Mannheim Bayern Munich II |
| 2018-2019 | Ouest        | FC Viktoria Cologne 1904 | Rot-Weiß Oberhausen | Chemnitzer FC FC Viktoria Cologne 1904 SV Waldhof Mannheim Bayern Munich II |
| 2018-2019 | Sud-Ouest    | SV Waldhof Mannheim | 1. FC Sarrebruck | Chemnitzer FC FC Viktoria Cologne 1904 SV Waldhof Mannheim Bayern Munich II |
| 2018-2019 | Bavière      | Bayern Munich II | VfB Eichstätt | Chemnitzer FC FC Viktoria Cologne 1904 SV Waldhof Mannheim Bayern Munich II |
| 2019-2020 | Nord         | VfB Lübeck | VfL Wolfsburg II | VfB Lübeck SC Verl 1. FC Sarrebruck Türkgücü Munich                         |
| 2019-2020 | Nord-Est     | 1. FC Lokomotive Leipzig | VSG Altglienicke | VfB Lübeck SC Verl 1. FC Sarrebruck Türkgücü Munich                         |
| 2019-2020 | Ouest        | SV Rödinghausen | SC Verl | VfB Lübeck SC Verl 1. FC Sarrebruck Türkgücü Munich                         |
| 2019-2020 | Sud-Ouest    | 1. FC Sarrebruck | TSV Steinbach Haiger | VfB Lübeck SC Verl 1. FC Sarrebruck Türkgücü Munich                         |
| 2019-2020 | Bavière      | Championnat abandonné à cause de la pandémie de Covid-19, aucun titre décerné (Équipe en 1re place et candidate à la promotion : Türkgücü Munich)                 | Championnat abandonné à cause de la pandémie de Covid-19, aucun titre décerné (Équipe en 1re place et candidate à la promotion : Türkgücü Munich)                 | VfB Lübeck SC Verl 1. FC Sarrebruck Türkgücü Munich                         |
| 2020-2021 | Nord         | SC Weiche Flensbourg 08 (Nord) Werder Brême II (Sud) | Eintracht Norderstedt (Nord) TSV Havelse (Sud) | TSV Havelse FC Viktoria 1889 Berlin Borussia Dortmund II SC Fribourg II     |
| 2020-2021 | Nord-Est     | FC Viktoria 1889 Berlin | VSG Altglienicke | TSV Havelse FC Viktoria 1889 Berlin Borussia Dortmund II SC Fribourg II     |
| 2020-2021 | Ouest        | Borussia Dortmund II | Rot-Weiss Essen | TSV Havelse FC Viktoria 1889 Berlin Borussia Dortmund II SC Fribourg II     |
| 2020-2021 | Sud-Ouest    | SC Fribourg II | SV Elversberg | TSV Havelse FC Viktoria 1889 Berlin Borussia Dortmund II SC Fribourg II     |
| 2020-2021 | Bavière      | Championnat abandonné à cause de la pandémie de Covid-19, aucun titre décerné (Équipe remportant les barrages et candidate à la promotion : 1. FC Schweinfurt 05) | Championnat abandonné à cause de la pandémie de Covid-19, aucun titre décerné (Équipe remportant les barrages et candidate à la promotion : 1. FC Schweinfurt 05) | TSV Havelse FC Viktoria 1889 Berlin Borussia Dortmund II SC Fribourg II     |
| 2021-2022 | Nord         | VfB Oldenbourg | SC Weiche Flensbourg 08 | VfB Oldenbourg Rot-Weiss Essen SV Elversberg SpVgg Bayreuth                 |
| 2021-2022 | Nord-Est     | BFC Dynamo | FC Carl Zeiss Iéna | VfB Oldenbourg Rot-Weiss Essen SV Elversberg SpVgg Bayreuth                 |
| 2021-2022 | Ouest        | Rot-Weiss Essen | SC Preußen Münster | VfB Oldenbourg Rot-Weiss Essen SV Elversberg SpVgg Bayreuth                 |
| 2021-2022 | Sud-Ouest    | SV Elversberg | SSV Ulm | VfB Oldenbourg Rot-Weiss Essen SV Elversberg SpVgg Bayreuth                 |
| 2021-2022 | Bavière      | SpVgg Bayreuth | Bayern Munich II | VfB Oldenbourg Rot-Weiss Essen SV Elversberg SpVgg Bayreuth                 |
| 2022-2023 | Nord         | VfB Lübeck | Hambourg SV II | VfB Lübeck SC Preußen Münster SSV Ulm SpVgg Unterhaching                    |
| 2022-2023 | Nord-Est     | FC Energie Cottbus | FC Carl Zeiss Iéna | VfB Lübeck SC Preußen Münster SSV Ulm SpVgg Unterhaching                    |
| 2022-2023 | Ouest        | SC Preußen Münster | Wuppertaler SV | VfB Lübeck SC Preußen Münster SSV Ulm SpVgg Unterhaching                    |
| 2022-2023 | Sud-Ouest    | SSV Ulm | TSV Steinbach Haiger | VfB Lübeck SC Preußen Münster SSV Ulm SpVgg Unterhaching                    |
| 2022-2023 | Bavière      | SpVgg Unterhaching | FC Würzburger Kickers | VfB Lübeck SC Preußen Münster SSV Ulm SpVgg Unterhaching                    |
| 2023-2024 | Nord         | Hanovre 96 II | SV Meppen | Hanovre 96 II FC Energie Cottbus Alemannia Aachen VfB Stuttgart II          |
| 2023-2024 | Nord-Est     | FC Energie Cottbus | Greifswalder FC | Hanovre 96 II FC Energie Cottbus Alemannia Aachen VfB Stuttgart II          |
| 2023-2024 | Ouest        | Alemannia Aachen | 1. FC Bocholt | Hanovre 96 II FC Energie Cottbus Alemannia Aachen VfB Stuttgart II          |
| 2023-2024 | Sud-Ouest    | VfB Stuttgart II | Stuttgarter Kickers | Hanovre 96 II FC Energie Cottbus Alemannia Aachen VfB Stuttgart II          |
| 2023-2024 | Bavière      | FC Würzburger Kickers | DJK Vilzing | Hanovre 96 II FC Energie Cottbus Alemannia Aachen VfB Stuttgart II          |
| 2024-2025 | Nord         | TSV Havelse | BSV Kickers Emden | TSV Havelse MSV Duisbourg TSG Hoffenheim II 1. FC Schweinfurt 05            |
| 2024-2025 | Nord-Est     | 1. FC Lokomotive Leipzig | Hallescher FC | TSV Havelse MSV Duisbourg TSG Hoffenheim II 1. FC Schweinfurt 05            |
| 2024-2025 | Ouest        | MSV Duisbourg | FC Gütersloh 2000 | TSV Havelse MSV Duisbourg TSG Hoffenheim II 1. FC Schweinfurt 05            |
| 2024-2025 | Sud-Ouest    | TSG Hoffenheim II | Kickers Offenbach | TSV Havelse MSV Duisbourg TSG Hoffenheim II 1. FC Schweinfurt 05            |
| 2024-2025 | Bavière      | 1. FC Schweinfurt 05 | TSV Buchbach | TSV Havelse MSV Duisbourg TSG Hoffenheim II 1. FC Schweinfurt 05            |
| 2025-2026 | Nord         | | |                                                                             |
| 2025-2026 | Nord-Est     | | |                                                                             |
| 2025-2026 | Ouest        | | |                                                                             |
| 2025-2026 | Sud-Ouest    | | |                                                                             |
| 2025-2026 | Bavière      | | |                                                                             |